# Mattia Caldara
Mattia Caldara (* 5. Mai 1994 in Bergamo) ist ein italienischer Fußballspieler.

## Vereinskarriere

### Karrierebeginn in Bergamo
Caldara wurde in Bergamo geboren und wurde in die Jugendabteilung von Atalanta Bergamo aufgenommen, in der er bis 2014 aktiv war.
Zur Spielzeit 2013/14 wurde Caldara Teil der Profimannschaft und stand in der Hinrunde erstmals im Kader des Erstligisten. In der Rückrunde kam er am 18. Mai 2014 bei der 2:1-Niederlage gegen Catania Calcio zu seinem Debüt in der Serie A, als er zur Halbzeit für Davide Brivio eingewechselt wurde. Im Juli 2014 wurde er an den Zweitligisten Trapani Calcio verliehen, für den er in der Saison 2014/15 20 Spiele absolvierte und zwei Treffer erzielte. Nach seiner Rückkehr zu Atalanta folgte im Juli 2015 eine weitere Leihe in die Serie B zur AC Cesena. Für Cesena absolvierte Caldara in der Spielzeit 2015/16 27 Partien, in denen ihm drei Treffer gelangen.
Zur Saison 2016/17 kehrte Caldara nach Bergamo zurück und wurde nach einigen Wochen Stammspieler. Aufgrund seiner guten Leistungen in der Hinrunde erwarb Juventus Turin am 12. Januar 2017 für 15 Millionen Euro die Transferrechte an Caldara und stattet ihn mit einem Vertrag bis zum 30. Juni 2021 aus. Er verblieb jedoch für eineinhalb Jahre auf Leihbasis in Bergamo. Mit der Mannschaft erreichte er am Saisonende den vierten Tabellenplatz und damit die Teilnahme an der Europa League 2017/18.

### Über Turin nach Mailand
Zum Beginn der Vorbereitung auf die Saison 2018/19 wurde Caldara bei Juventus Turin als Neuzugang vorgestellt. Anschließend nahm er an der Vorbereitungstour in den USA teil, die einige Spiele im Rahmen des International Champions Cup beinhaltete.
Am 2. August 2018 wechselte Caldara im Tausch mit Leonardo Bonucci, wobei beide Ablösesummen auf 35 Millionen Euro festgelegt wurden, zur AC Mailand, bei der er einen Vertrag mit einer Laufzeit bis zum 30. Juni 2023 unterschrieb. In den folgenden eineinhalb Jahren kam der Verteidiger durch Verletzungen am Kreuzband und an der Achillessehne auf lediglich zwei Pflichtspieleinsätze, einmal in der Europa League sowie einmal im Pokal. Darüber hinaus lief er dreimal für die A-Junioren der Mailänder bei der Campionato Primavera auf, zu deren Teilnahme auch pro Mannschaft bis zu fünf Spieler über 20 Jahre berechtigt sind.

#### Leihen nach Bergamo, Venedig und La Spezia
Im Januar 2020 wurde Caldara bis Sommer 2021 mit Kaufoption an seinen alten Klub Atalanta Bergamo verliehen. In der Rückrunde der Saison 2019/20 spielte er bei Atlanta wieder regelmäßig und stand bei 14 von 19 möglichen Ligaspielen auf dem Spielfeld. Außerdem erreichte er mit Bergamo das Viertelfinale der Champions League, in welchem die Italiener knapp mit 1:2 gegen Paris Saint-Germain verloren. Den Beginn der Spielzeit 2020/21 verpasste er wegen einer Verletzung an der Patellasehne und konnte sich auch im weiteren Verlauf des Jahres nicht mehr in die Startelf spielen.
Atalanta zog die Kaufoption nicht und für die Saison 2021/22 folgte die nächste Leihe, dieses Mal zum FC Venedig, welcher gerade in die Serie A aufgestiegen war. Für Venedig stand er während der Leihe bei 30 Ligaspielen in der Startelf, allerdings beendete der Verein die Saison auf dem 20. Tabellenplatz und stieg in die Serie B ab.
Im Sommer 2022 wechselte er leihweise zu Spezia Calcio. Im Gegensatz zu seiner Station bei Venedig spielte er für Spezia wieder unregelmäßiger und stand nur bei 13 Ligaspielen in der Startelf. Caldara und Spezia Calcio beendete die Saison 2022/23 auf dem 17. Tabellenplatz, verloren aber das Entscheidungsspiel gegen Hellas Verona und mussten den Abstieg in die Serie B hinnehmen.

#### Rückkehr nach Mailand
Zur Saison 2023/24 kehrte er nach Mailand zurück und verpasste dort wegen einer Operation am rechten Knöchel die komplette Hinrunde. Am 25. Mai 2024 bestritt Caldara beim letzten Heimspiel der Saison gegen US Salernitana sein erstes Serie-A Spiel für den AC Mailand nach sechs Jahren.

### Wechsel nach Modena
Nach seinem Vertragsende in Mailand schloss sich Caldara Anfang Juni 2024 dem FC Modena in der Serie B an. Für Modena absolvierte er 26 von 34 Ligaspielen und erzielte dabei ein Tor gegen den FC Palermo. Zum Ende der Spielzeit lief sein Vertrag aus.

## Nationalmannschaft
Nachdem Caldara bereits Anfang Oktober 2015 von Trainer Luigi Di Biagio für den verletzten Alex Ferrari in den Kader der U21-Nationalmannschaft Italiens nachnominiert worden war, debütierte er am 24. März 2016 beim 4:1-Erfolg über Irland für die Auswahlmannschaft. In der nachfolgenden Zeit war er fest in der Startelf der Mannschaft gesetzt. Ende Mai 2017 wurde Caldara von Nationaltrainer Gian Piero Ventura für das inoffizielle Freundschaftsspiel der A-Nationalmannschaft Italiens gegen San Marino nominiert. Bei diesem stand Caldara in der Startformation und erzielte beim 8:0-Sieg das zwischenzeitliche 5:0. Danach kehrte er zur U21-Auswahl zurück und gehörte dem Kader für die U21-Europameisterschaft 2017 in Polen an. Bei dem Turnier erreichte die Mannschaft das Halbfinale und verlor dort mit 1:3 gegen Spanien. Caldara stand dabei bei drei von vier Spielen in der Startelf von Italien und absolvierte im Halbfinale sein letztes Länderspiel für die U21-Auswahl.
Nach einer einjährigen Pause wurde er von Roberto Mancini wieder berücksichtigt und Caldara debütierte am 1. Juni 2018 beim Freundschaftsspiel gegen Frankreich für A-Nationalmannschaft. Drei Monate später absolvierte er gegen Portugal in der UEFA Nations League sein zweites und bisher letztes Länderspiel für Italien.